# K'inich Janaab' Pakal II
K'inich Janaab' Pakal II, conosciuto anche come Upakal K'inich (il suo nome di gioventù; Palenque, ... – ...; fl. 742), è stato un re maya di Palenque.

## Ascesa al trono e regno
Le origini di K'inich Janaab' Pakal II sono ancora materiale al lavoro degli epigrafisti. Egli può vantare certamente una parentela con il suo predecessore K'inich Ahkal Mo' Naahb III, il quale a sua volta era nipote di K'inich Janaab' Pakal, Pakal il Grande. Anteriormente si pensava che K'inich Janaab' Pakal II fosse figlio di K'inich Ahkal Mo' Naahb III, ora si tende a pensare che fossero fratelli. Questa nuova interpretazione deriva dai recenti scavi al Tempio XXI, ove un testo descrive una cerimonia di un rito d'infanzia dei due principi K'inich Ahkal Mo' Naahb III e K'inich Janaab' Pakal II.

## Il nome del sovrano
K'inich Janaab' Pakal II è l'unico sovrano di Palenque ad usare un'espressione nominale molto lunga composta dal suo nome giovanile ed il suo nome reale. Il suo nome completo era: Upakal K'inich Janaab' Pakal. 
Altri come K'inich K'an Joy Chitam II continuarono ad usare il loro nome giovanile, ma mai formarono una versione del nome combinata.